# 岩手県道209号崎浜港線
岩手県道209号崎浜港線（いわてけんどう209ごう さきはまこうせん）は、大船渡市を通る岩手県の一般県道である。

## 概要
大船渡市三陸町越喜来の浦浜地区と崎浜地区を結ぶ。終点より奧には北里大学水産学部のキャンパスがある。

### 路線データ
- 起点：大船渡市三陸町越喜来字崎浜（崎浜港）
- 終点：大船渡市三陸町越喜来（岩手県道9号大船渡綾里三陸線交点）

## 地理

### 通過する自治体
- 大船渡市

### 交差する道路
- 岩手県道9号大船渡綾里三陸線（終点）